# 佩韦勒
佩韦勒（法語：Pévèle，法語發音：[pevɛl]）是法国北部省的一个传统地区，是罗曼佛兰德的一部分，其特征是微微起伏的地势（尤其是佩韦勒地区蒙斯的山丘），主要由伊普雷斯期的黏土形成，具有分散的黄土层。 
“佩韦勒”一名来自拉丁文语“pavula”，意为“牧场” 。 
马克河自西南向东北流经佩韦勒。该地区的平均海拔为30米，最高点是西北部的丘陵，高107米。1946年，佩韦勒以其名命名了北部省的一个农业区（n°59/207）。